# Skandal Windrush
Skandal Windrush – skandal z 2018 roku na brytyjskiej scenie politycznej dotyczący bezpodstawnych działań Ministerstwa Spraw Wewnętrznych (ang. Home Office) w celu przymusowej deportacji z Wielkiej Brytanii tzw. pokolenia Windrush (ang. Windrush Generation), czyli osób przybyłych z byłych brytyjskich kolonii na Karaibach w latach 1948–1973.

## Historia

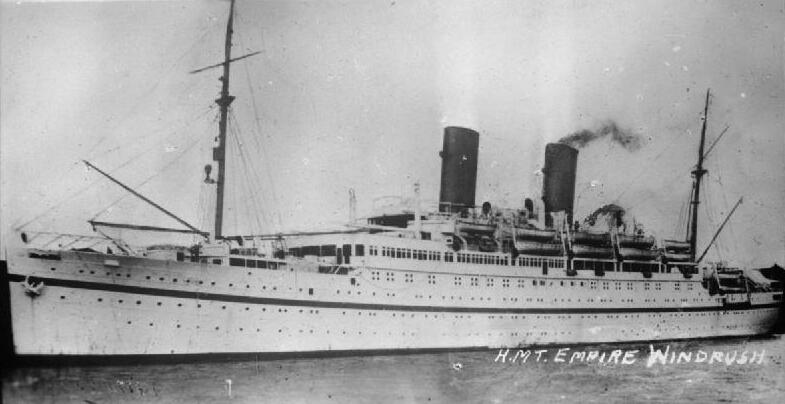
Statek HMT Empire Windrush

Zakres działań Ministerstwa Spraw Wewnętrznych obejmował nielegalne zatrzymania, pozbawienie ustawowych praw obywatelskich, bezprawne przetrzymywanie obywateli w ośrodkach imigracyjnych oraz przymusową deportację obywateli brytyjskich.
Termin „Pokolenie Windrush” wziął się od nazwy statku, „Empire Windrush”, na pokładzie którego 22 czerwca 1948 przybyło do Londynu 802 imigrantów, głównie z Karaibów, między innymi z Jamajki, która w tamtym okresie wciąż była jedną z kolonii brytyjskich. Wielka Brytania nadała aktem prawnym (The British Nationality Act 1948) obywatelstwo brytyjskie wszystkim osobom urodzonym na terenie kolonii. W tym samym okresie rząd Wielkiej Brytanii prowadził kampanie reklamowe mające na celu rekrutację siły roboczej z Karaibów do Wielkiej Brytanii w celu odbudowy gospodarki po II wojnie światowej. W latach 1948–1970 pół miliona ludzi przypłynęło z regionu Karaibów w celu stałego osiedlenia się w Wielkiej Brytanii. Osoby przybywające w tym czasie z kolonii nie otrzymały wiz, jako że w świetle panującego ówcześnie prawa nie potrzebowały one dokumentów potwierdzających prawo pobytu.
W celu zacieśniania polityki imigracyjnej w 2012 roku rząd ogłosił politykę wrogiego środowiska (ang. Home Office hostile environment policy) wobec nielegalnych imigrantów na terenie Wielkiej Brytanii. Polityka między innymi nakładała na pracodawców, placówki opieki zdrowotnej oraz instytucje finansowe obowiązek sprawdzania statusu imigracyjnego pracowników, pacjentów oraz interesantów oraz odmowę świadczenia usług w przypadku braku satysfakcjonującej dokumentacji potwierdzającej prawo pobytu. Ta sama procedura stała się też wymogiem przy wynajmie nieruchomości. Ponadto zaszły zmiany w procesie aplikacji o prawo stałego pobytu oraz nadanie obywatelstwa, nowe aplikacje były bardziej skomplikowane oraz droższe, a sam proces aplikacyjny dłuższy.
Ministerstwo Spraw Wewnętrznych w ramach nowej polityki wrogiego środowiska oskarżyło 57 000 osób (według szacunków Migration Observatory z Uniwersytetu w Oxfordzie) o przebywanie na terenie Królestwa nielegalnie. W konsekwencji zostały one pozbawione praw obywatelskich, prawa do pracy na terenie Wielkiej Brytanii, dostępu do świadczeń socjalnych, straciły dostęp do osobistych kont bankowych oraz możliwość wynajmowania nieruchomości. Niektórym odmówiono prawa wjazdu na granicach. Część osób została zatrzymana i przymusowo osadzona w ośrodkach detencyjnych w oczekiwaniu na przymusową deportację. Śledztwa prowadzone przez Ministerstwo Spraw Wewnętrznych ciągnęły się miesiącami, a procedury zostały później uznane za bezprawne (między innymi wymaganie przedstawienia 4 dokumentów z każdego roku pobytu w Wielkiej Brytanii po roku 1973, testy DNA potwierdzające pokrewieństwo matki z dziećmi). Ministerstwo Spraw Wewnętrznych podważyło również legalność brytyjskiego obywatelstwa dzieci urodzonych na terenie Wielkiej Brytanii, których rodzice pochodzili z pokolenia Windrush, na podstawie zarzutu, że w czasie narodzin rodziny przebywały w kraju nielegalnie.
Skandal wybuchł po serii publikacji medialnych w 2017 roku opisujących losy osób bezpodstawnie oskarżonych oraz deportowanych z kraju. Seria wycieków informacji z Ministerstwa Spraw Wewnętrznych do mediów została opublikowana w The Guardian, który ujawnił istnienie odgórnych wymagań dla pracowników departamentu zakładających wypłacanie premii i nagród finansowych urzędnikom, którzy osiągną określoną liczbę przymusowych deportacji z kraju.
W konsekwencji do dymisji podała się Minister Spraw Wewnętrznych Amber Rudd. Stanowisko objął Sajid Javid.